# 东区街道 (中山市)
东区街道，通称东区，是中华人民共和国广东省中山市下辖的一个乡镇级行政单位，是中山市的政治和文化中心，与中山市的港口镇、火炬开发区、南朗镇、五桂山街道、南区街道、石岐街道相邻。面积72平方公里，是中山市人民政府驻地。

## 行政区划
东区街道下辖以下地区：
竹苑社区、夏洋社区、花苑社区、起湾社区、桥岗社区、新鳌岭社区、长江三溪社区、齐富湾社区、东裕社区和桃苑社区。

## 人口
截至2021年末，東區街道户籍人口約14萬人，常住人口約22萬人。